# موسيقى كردية
الموسيقى الكردية تشير إلى الموسيقى التي تؤدى باللغة الكردية.

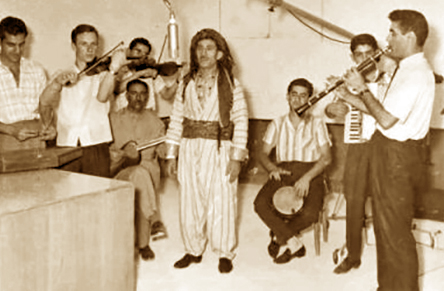
حسن زراك، مطرب شعبي كردي شهير.

تقليدياً هناك ثلاثة نماذج من المؤدين الكلاسيكيين الكرد: رواة القصص الشعرية (Çîrokbêj)، والمطربون (Stranbêj)، والشعراء (Dengbêj). لم تكن هناك موسيقى خاصة بقصور الإمارات الكردي- وعوضاً عن ذلك، كانت الموسيقى التي تؤدى في الأمسيات (Ṣevbihêrk) تعد موسيقى كلاسيكية. وتوجد العديد من الأشكال الموسيقية في هذا النوع. كانت العديد من الأغاني ذات طبيعة ملحمية. مثل الملاحم الشعبية (Lawik)، وهي عبارة عن أغان شعبية بطولية تروي حكايات أبطال الكرد مثل صلاح الدين. أما (Heyran) فهي أغاني غرامية شعبية تعبر عن أحزان الفراق والحب غير المحقق. وأما (Lawje) فهي شكل من الموسيقى الدينية و( Payîzok) تطلق على الأغاني التي يتم تأديتها بشكل خاص في فصل الخريف. وتشتهر بين الكرد أغاني الحب وموسيقى الرقص وأغاني حفلات الزواج والأغاني الاحتفالية الأخرى (Dîlok/Narînk, Bend) والشعر الشهواني وأغاني العمل.
هناك أسلوب غنائي آخر نشأ كطقس لتلاوة الترانيم في كل من العقائد الصوفية الزرادشتية والإسلامية ويدعى Siya Çeman (العيون السود). وهذا النمط يستعمله غالباً سكان المنطقة الجبلية لهورامان باللهجة الهورامية. على أية حال، تبنى بعض الفنانين الحديثين هذا النمط ومزجه بأشكال الموسيقى الكردية الأخرى. ويمكن أيضاً تصنيف Siya Çeman كـ Çîrokbêj، لأنها غالباً ما تستخدم في الحكايات.
تنتشر الآلات الموسيقية مثل الطنبور والبزق وال(قرنيته) والناي في شمال وغرب كردستان. بينما تنتشر آلات ال شِمشال وال جوزله والكمان والدف في جنوب وشرق كردستان. أما الطبل والمزمار فمنتشر في كل أجزاء كردستان.
إن شكل الأغنية الأكثر استخداماً وتكراراً هو النموذج المؤلف من قطعتين شعريتين حيث كل بيت فيها يتألف من عشرة مقاطع صوتية. كما تتميز الأغاني الكردية (stran/goranî) بألحانها البسيطة المؤلفة فقط من أربع أو خمس علامات موسيقية (نوطات).